# Браян Бекелес
Браян Бекелес (ісп. Brayan Beckeles, нар. 28 листопада 1985, Ла-Сейба) — гондураський футболіст, захисник клубу «Олімпія» та національної збірної Гондурасу.

## Клубна кар'єра
Народився 28 листопада 1985 року в місті Ла-Сейба. Вихованець футбольної школи місцевого клубу «Віда». Дорослу футбольну кар'єру розпочав 2006 року в основній команді того ж клубу, в якій провів п'ять сезонів, взявши участь у 43 матчах чемпіонату. 
До складу клубу «Олімпія» приєднався 2011 року.

## Виступи за збірну
2010 року дебютував в офіційних матчах у складі національної збірної Гондурасу. Наразі провів у формі головної команди країни 21 матч, забивши 1 гол.
У складі збірної був учасником розіграшу Золотого кубка КОНКАКАФ 2011 року та розіграшу Золотого кубка КОНКАКАФ 2013 року.
Включений до складу збірної для участі у фінальній частині чемпіонату світу 2014 року у Бразилії.